# Standby (singolo)
Standby è un singolo del gruppo rock italiano dei Lost, pubblicato nel 2008.
Il video musicale ufficiale del brano è stato diretto da Gaetano Morbioli.

## Formazione
- Walter Fontana – voce
- Roberto Visentin – chitarra
- Filippo Spezzapria – batteria
- Luca Donazzan – basso